# گلوسالار
|نام‌رسمی=گلوسالار
|روی‌نقشه= 
|عرض‌جغرافیایی=
|طول‌جغرافیایی=
|تصویر= 
|اندازه‌تصویر= 
|برچسب‌تصویر= 
|استان=کرمان
|شهرستان رفسنجان
|بخش= بخش مرکزی
|دهستان خنامان
|نام‌محلی=گلوسالار
|نام‌های‌دیگر=دانشمند پرور
|نا
|سال‌بنیاد= 
|جمعیت= ۱۳۱ نفر
|رشدجمعیت=
|تراکم‌جمعیت=
|زبان=محلی
|مساحت=
|ارتفاع= 
|میانگین‌دما=3
|میانگ
گلوسالاری ها دام دار هستند.

## جمعیت
این روستا در دهستان خنامان قرار دارد و براساس سرشماری مرکز آمار ایران در سال ۱۳۸۵، جمعیت آن ۱۳۱ نفر (۴۶خانوار) بوده‌است.